# Elis Nyström
Elis Nyström, är en svensk barnskådespelare.
Elis Nyström fick sitt stora genombrott då han som 9 åring spelade en av huvudrollerna, Julle, i 2019 års julkalender Panik i tomteverkstan. Han spelade samma roll i 2021 års uppföljare Mer panik i tomteverkstan. Han har även spelat huvudrollen Lasse i Lasse-Majas detektivbyrå under två säsonger.

## Filmografi (i urval)
- 2019 – Panik i tomteverkstan (TV-serie)
- 2020–2021 – Lasse-Majas detektivbyrå (TV-serie)
- 2021 – Mer panik i tomteverkstan (TV-serie)